# سیارک ۷۷۴۷
سیارک ۷۷۴۷ (به انگلیسی: 7747 Michalowski، نامگذاری:1987SO) هفت هزار و هفتصد و چهل و هفتمین سیارک کشف شده‌است که در ۱۹ سپتامبر ۱۹۸۷ کشف شد.
قدر مطلق سیارک برابر ۱۳٫۴۰ است.